# Helianthemum squamatum
Helianthemum squamatum är en solvändeväxtart som först beskrevs av Carl von Linné, och fick sitt nu gällande namn av Christiaan Hendrik Persoon. Helianthemum squamatum ingår i släktet solvändor, och familjen solvändeväxter. Inga underarter finns listade i Catalogue of Life.